# Bouclier ukrainien

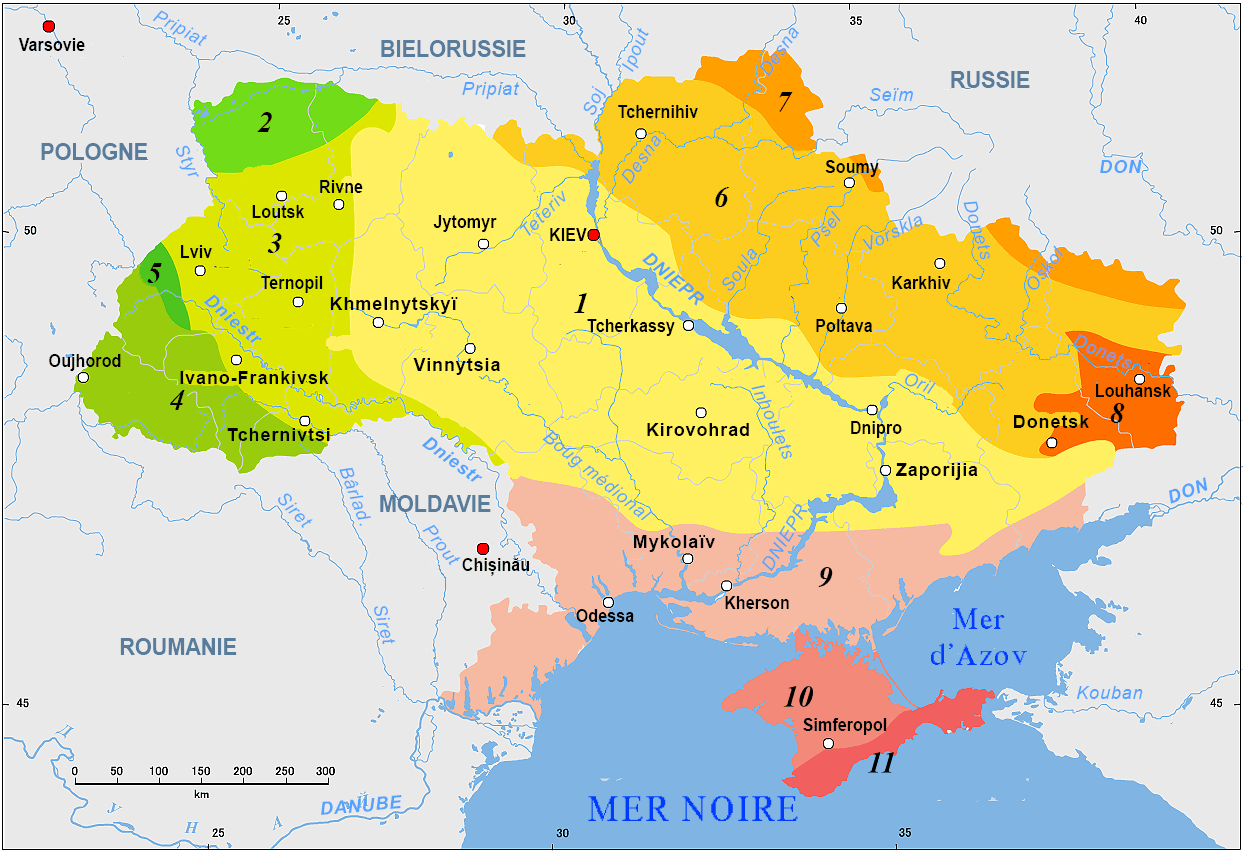
1. Bouclier ukrainien
2. Saillant de Kovel
3. Moraine de Volhynie-Plateau de Podolie
4. Ceinture des Carpathes
5. Bassin ouest-européen
6. Rift du Dnieper-Donets
7. Massif de Voronej
8. Ceinture orogénique du Donets
9. Dépression de la Mer Noire
10. Plateau de Scythie
11. Monts de Crimée relique de la plaque cimmérienne.

D'un point de vue géographique, le bouclier ukrainien est la région de la gigantesque plaine d'Europe orientale où les étages du Précambrien affleurent ; il occupe à peu près la moitié du territoire de l'Ukraine.
Le paysage du bouclier ukrainien apparaît comme une succession de vallons ou de collines, qui prend naissance à 100-200 km au nord de la Mer Noire et s'étend sur une distance d'environ 700 km jusqu'à la frontière polonaise. Le plateau de Podolie, appartenant à la même formation, présente un relief plus marqué.
En géologie, on appelle « bouclier ukrainien » un massif précambrien affleurant au centre et à l'ouest de l'Ukraine. Ce massif très stable au point de vue de la tectonique des plaques se rattachait naguère au paléo-continent fenno-sarmatique, qui est entré en collision avec la Laurasie au Silurien (il y a plus de 440 millions d'années). Ces formations très anciennes constituent un bouclier où les roches cristallines dominent, et qui se démarque du Plateau central de Russie, voisin à l’est et formé, lui, de sédiments récents. Du point de vue pétrographique, il s'apparente au Massif de Bohême, et appartient comme ce dernier aux monts varisques, resp. Thétysides, qui s'étendent du Maroc au Hartz et aux Monts Sainte-Croix en Pologne, en passant par les Pyrénées centrales et le massif central français, et la Forêt-Noire (le Massif schisteux rhénan). Le bouclier ukrainien est le vestige le plus oriental de l’orogenèse hercynienne. Les plateaux voisins de Russie et de Scandinavie se rattachent, eux, à l’orogenèse calédonienne qui est antérieure.

## Voir également
- Géomorphologie, Fenêtre (géologie)
- Bouclier scandinave
- Bouclier canadien